# Relaciones Grecia-Guatemala
Las relaciones Grecia-Guatemala son las relaciones internacionales entre Grecia y Guatemala. Los dos países establecieron relaciones diplomáticas entre sí el 20 de julio de 1966.

## Misiones diplomáticas
Las relaciones diplomáticas entre Grecia y Guatemala el 20 de julio de 1966. Ambos países mantienen embajadas concurrentes para sus relaciones bilaterales. Grecia mantiene su misión diplomática para Guatemala desde su embajada en México; Guatemala mantiene su misión diplomática para Grecia desde su embajada en la Santa Sede. Guatemala y Grecia mantienen una relación bilateral estable y firme en el área diplomática y económica.
El comercio entre Guatemala y Grecia es bastante amplio. Grecia es el séptimo país europeo (equivalente al 5%) que recibe las exportaciones de Guatemala por encima de Francia y Polonia.